# Siguang Ri
Siguang Ri je hora vysoká 7 308 m n. m. nacházející se v pohoří Himálaj v autonomní oblasti Tibetu v Čínské lidové republice. Vrchol leží 6,4 km severovýchodně od Čo Oju.

## Prvovýstup
Prvovýstup na Siguang Ri provedli Takashi Okuda a Takashi Miki 21. dubna 1989 z japonské expedice. Výstupová cesta vedla přes západní hřeben k vrcholu.